# Parque Nacional Natural Complejo Volcanico Doña Juana-Cascabel
Parque Nacional Natural Complejo Volcanico Doña Juana-Cascabel är en nationalpark i Colombia.   Den ligger i departementet Nariño, i den sydvästra delen av landet, 500 km sydväst om huvudstaden Bogotá. Parque Nacional Natural Complejo Volcanico Doña Juana-Cascabel ligger 3 305 meter över havet.